# Kim Carlsson
Kim Göran Carlsson, född 20 mars 1972 i Nylöse församling, Göteborgs och Bohus län, är en svensk gitarrist och sångare, och medlem av dansbandet Arvingarna. Han är också yngre bror till Tommy Carlsson och son till Hasse Carlsson, sångare i Flamingokvintetten.